# Hugo Toumire
Hugo Toumire (Rouen, 5 ottobre 2001) è un ciclista su strada francese che corre per il team Cofidis; è professionista dal 2022.

## Palmarès

### Strada
- 2019 (Juniores, due vittorie)

1ª tappa Corsa della Pace Juniores (Litoměřice > Litoměřice)
Classifica generale Corsa della Pace Juniores

#### Altri successi
- 2018 (Juniores)

Trophée Louison-Bobet
2ª tappa Tour des Portes du Pays d'Othe (Estissac, cronosquadre)
2ª tappa Aubel-Thimister-Stavelot (Thimister, cronosquadre)
Classifica giovani Aubel-Thimister-Stavelot

## Piazzamenti

### Grandi Giri
- Giro d'Italia

2023: 82º

### Classiche monumento
- Giro di Lombardia

2023: 118º
2024: ritirato

### Competizioni mondiali
- Campionati mondiali

Yorkshire 2019 - In linea Junior: ritirato

### Competizioni europee
- Campionati europei

Alkmaar 2019 - Cronometro Junior: 15º
Alkmaar 2019 - In linea Junior: 32º